# Arco romano de Beja

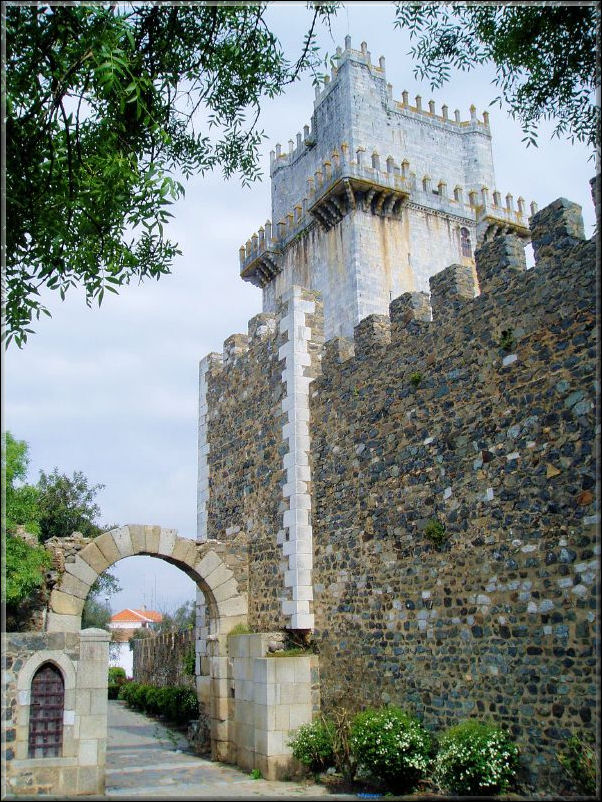
El arco, junto a la muralla del castillo de Beja.

El arco romano de Beja, conocido como Puerta de Évora (en portugués, Porta de Évora), es un monumento nacional situado en Beja (Portugal), la antigua Pax Iulia. Se estima que su construcción data del siglo III o del IV, al igual que las murallas de esa época. Actualmente se levanta entre uno de los lienzos de muralla de la ciudad que se conservan y una de las torres del castillo de Beja, funcionando como el principal acceso a la barbacana de este. Está clasificado como monumento nacional desde 1910.